# Horeanî, Jovkva
Horeanî (în ucraineană Горяни) este un sat în comuna Potelîci din raionul Jovkva, regiunea Liov, Ucraina.

## Demografie
Componența lingvistică a localității Horeanî
     Ucraineană (97,49%)
     Alte limbi (1,08%)
Conform recensământului din 2001, majoritatea populației localității Horeanî era vorbitoare de ucraineană (97,49%), existând în minoritate și vorbitori de polonă (1,43%).